# Citotrofoblasto

Diagrama de vellosidades coriónicas secundarias.

En embriología animal, el citotrofoblasto o capa de Langhans es un término que se emplea para la capa más interna del trofoblasto, unidas al sincitiotrofoblasto del embrión y que funciona como un anclaje para el corión embrionario al endometrio materno. Su desarrollo comienza durante la primera semana embrionaria y continúa creciendo en las vellosidades coriónicas.

## Características
El citotrofoblasto tiene moléculas antigénicas, de modo que debe estar a una segura distancia de la sangre materna. Por ello, en la formación de las vellosidades que invaden el estroma uterino, en busca de la circulación materna, los espacios intervellosos bañados de sangre materna está separada de la sangre fetal por el trofoblasto —en contacto con la cavidad hemática— y el sincitiotrofoblasto, una membrana multicelular situada en medio del trofoblasto y el citotrofoblasto.
El citotrofoblasto y el sincitiotrofoblasto están separadas por la lámina basal, una fina capa compuesta por colágeno IV, laminina y otras proteínas de la matriz extracelular.
Las células del citotrofoblasto son células madre capaces de diferenciarse en diversos tejidos. Durante la diferenciación embrionaria, los citotrofoblastos mononucleares —los que tienen solo un núcleo— se fusionan unas con otras formando las células multinucleadas del sincitiotrofoblasto, por lo que en ciertas regiones, el citotrofoblasto se pliega sobre la lámina basal del sincitiotrofoblasto.

## Vellosidades coriónicas
El citotrofoblasto se expande durante la tercera semana del embarazo durante el desarrollo de las vellosidades de la placenta hasta formar una capa por fuera del sincitiotrofoblasto llamada capa del citotrofoblasto, de modo que reviste al sincitiotrofoblasto y lo separa del endometrio uterino. Las vellosidades logran, por intermedio de esta masa extra-vellosa de citotrofoblasto, anclarse a la placa basal, es decir, del lado materno. 
En el curso del cuarto mes del embarazo, las células del citotrofoblasto van desapareciendo de la pared de la vellosidad y de la placa coriónica—el espacio entre el amnios que recubre la placenta y el sincitiotrofoblasto de la vellosidad del lado fetal. Esta partición del citotrofoblasto forma en la placa coriónica o fetal, una capa interrumpida llamada capa de Langhans. La misma interrupción de citotrofoblasto inmediatamente en contacto con las vellosidades del lado materno forma la capa de Rohr. Finalmente, los depósitos de citotrofoblasto remanentes en la decidua basal o lado materno forman la capa de Nitabuch. Las células del citotrofoblasto penetran la decidua y el miometrio colonizando la pared uterina y las arterias espirales proximales.

## Patologías
La invasión de los vasos sanguíneos maternos por el citotrofoblasto causa la destrucción del músculo liso y, en parte, de las células endoteliales de los vasos invadidos. Ello es responsable del cambio en elasticidad de las arterias espirales, permitiendo que la circulación feto-placentaria esté adaptada al rápido crecimiento del feto. Este fenómeno de intercambio celular está ausente en pacientes con preeclampsia o retraso del crecimiento intrauterino. Una proliferación excesiva del citotrofoblasto puede causar la aparición de un tumor, especialmente un coriocarcinoma.